# Le Postiche
A Le Postiche é uma rede brasileira de lojas de bolsas, malas e acessórios de viagem.

## Produtos
A Le Postiche comercializa produtos como:
- Bolsas
- Malas
- Mochilas
- Sacolas
- Frasqueiras
- Pastas
- Carteiras
- Cintos
- Mochiletes
- Lancheiras
- Acessórios de viagem
- Necessaires

## Lojas
A Le Postiche está presente nos seguintes estados:
- Alagoas
- Amapá
- Amazonas
- Bahia
- Ceará
- Distrito Federal
- Espírito Santo
- Goiás
- Maranhão
- Mato Grosso
- Mato Grosso do Sul
- Minas Gerais
- Paraíba
- Paraná
- Pará
- Pernambuco
- Rio de Janeiro
- Rio Grande do Norte
- Rio Grande do Sul
- Rondônia
- Santa Catarina
- São Paulo
- Sergipe
- Tocantins